# Isopterygium euryphyllum
Isopterygium euryphyllum là một loài Rêu trong họ Hypnaceae. Loài này được Cardot & Thér. mô tả khoa học đầu tiên năm 1908.